# Edwin S. Broussard
Edwin S. Broussard (Loreauville, 1874. december 4. – New Iberia, 1934. november 19.) az Amerikai Egyesült Államok szenátora (Louisiana, 1921–1933).